# Nona L. Brooks
Nona Lovell Brooks (22 de março de 1861 - 14 de março de 1945), foi descrita como uma "profeta do moderno misticismo Cristão"; foi uma líder do Movimento do Novo Pensamento e um das fundadoras da Igreja da Ciência Divina.

## Ciência Divina
Em dezembro de 1898, Brooks foi ordenada por Malinda Cramer como ministra da Igreja da Ciência Divina e fundadora do Denver Divine Science College. Pouco depois, inaugurou a Igreja da Ciência Divina de Denver, e realizou o primeiro serviço em 1º de Janeiro de 1899 no Hotel Plymouth em Denver, e com isso se tornou a primeira mulher pastora de Denver.
Em 1902, Brooks fundou Fulfillment, um periódico sobre a Ciência Divina. Nesse período também apareceu em vários serviços públicos, e nos quadros de comissões executivas da cidade,, incluindo o Comando da Prisão Estadual do Colorado.